# Slax
Slax (früher Slackware-Live-CD) ist eine GNU/Linux-Distribution, die sich als Live-CD direkt von einer CD starten lässt. Das rund 200 MB große ISO-Abbild passt somit auf eine Mini-CD. Daneben existiert noch eine gleich große Slax-Version im TAR-Format, die man in wenigen Schritten auf einen USB-Stick installieren kann. Diese Slax-Version für USB-Sticks speichert – im Gegensatz zu den meisten anderen Live-USB-Systemen – alle Änderungen; sie verhält sich folglich wie ein normal installiertes Betriebssystem.
Slax basierte ursprünglich auf Slackware, seit November 2017 auf Debian. Seit August 2022 ist zudem wieder eine auf Slackware basierte Variante verfügbar.
Slax verwendet – anders als die Knoppix-basierten Live-Distributionen – ein modulares Konzept. Die Module beinhalten ein oder mehrere Programmpakete. Zum Slax-System können optionale Module hinzugeladen und die Funktionalität des Systems so erweitert werden. Dieses Konzept ermöglicht ein einfaches Anpassen an eigene Bedürfnisse. Erstellt werden die Module mit Hilfe der Skripte von Linux-Live.org, wobei Slax die erste Distribution war, die dieses Konzept verwendete; inzwischen verwenden es auch weitere Live-Distributionen.

## Derivate
- BackTrack
- DAVIX
- LG3D LiveCD (mit 3D-Desktop LG3D von Sun)
- Porteus Linux
- Taneu-Os (Deutsche Alternative zu Slax)
- SaxenOS (eingestellt: 2008)[5]